# وحدة فوق قطعية

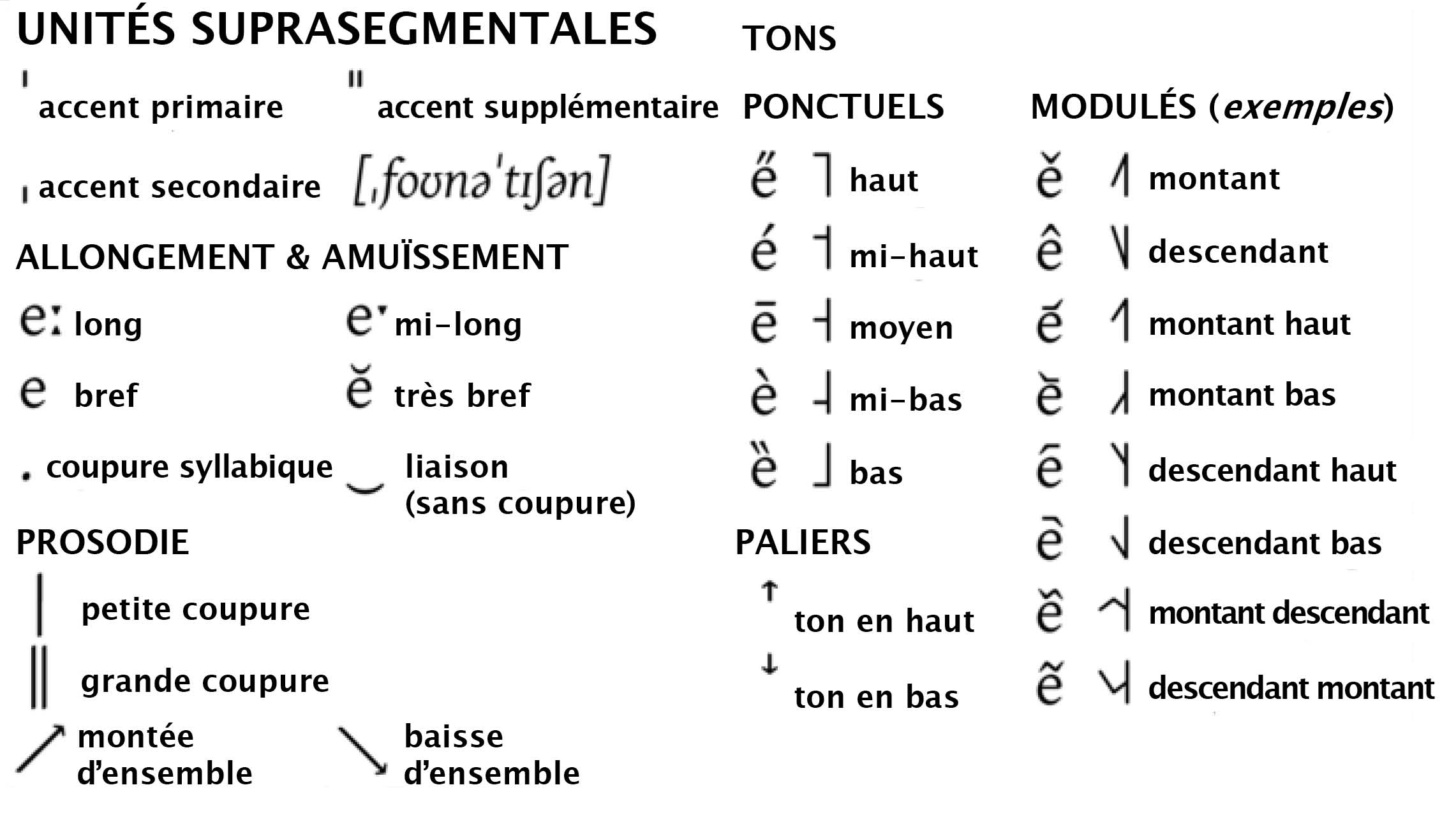

الوحدة فوق القطعية هي القطعة التي تعلق عليها صفة فوق قطعية.